# Delaware County (New York)
Delaware County je okres ve státě New York ve Spojených státech amerických. K roku 2010 zde žilo 47 980 obyvatel. Správním městem okresu je Delhi. Celková rozloha okresu činí 3 802 km².